# Tiro con arco en los Juegos Europeos de Minsk 2019
El torneo de tiro con arco en los II Juegos Europeos se realizó en el Complejo Deportivo Olímpico de Minsk (Bielorrusia) del 21 al 27 de junio de 2019.
En total fueron disputadas en este deporte 8 pruebas diferentes, 3 masculinas, 3 femeninas y 2 mixtas.

## Medallistas

### Masculino
| Evento                             | Oro                                                                | Plata                                                              | Bronce                                                      |
| ---------------------------------- | ------------------------------------------------------------------ | ------------------------------------------------------------------ | ----------------------------------------------------------- |
| Recurvo individual (27 de junio)   | Mauro Nespoli · Italia                                             | Steve Wijler · Países Bajos                                        | Pablo Acha González · España                                |
| Recurvo por equipos (22 de junio)  | Thomas Chirault · Pierre Plihon · Jean-Charles Valladont · Francia | Sjef van den Berg · Jan van Tongeren · Steve Wijler · Países Bajos | Marco Galiazzo · Mauro Nespoli · David Pasqualucci · Italia |
| Compuesto individual (27 de junio) | Mike Schloesser · Países Bajos                                     | Gilles Seywert · Luxemburgo                                        | Mario Vavro · Croacia                                       |

### Femenino
| Evento                             | Oro                                                         | Plata                                                                   | Bronce                                                   |
| ---------------------------------- | ----------------------------------------------------------- | ----------------------------------------------------------------------- | -------------------------------------------------------- |
| Recurvo individual (26 de junio)   | Tatiana Andreoli · Italia                                   | Lucilla Boari · Italia                                                  | Gabriela Bayardo · Países Bajos                          |
| Recurvo por equipos (22 de junio)  | Sarah Bettles · Naomi Folkard · Bryony Pitman · Reino Unido | Karyna Dziominskaya · Karyna Kazlouskaya · Hanna Marusava · Bielorrusia | Randi Degn · Maja Jager · Anne Marie Laursen · Dinamarca |
| Compuesto individual (26 de junio) | Toja Ellison · Eslovenia                                    | Natalia Avdeyeva · Rusia                                                | Sophie Dodemont · Francia                                |

### Mixto
| Evento                              | Oro                                      | Plata                                          | Bronce                                      |
| ----------------------------------- | ---------------------------------------- | ---------------------------------------------- | ------------------------------------------- |
| Recurvo por equipos (23 de junio)   | Lucilla Boari · Mauro Nespoli · Italia   | Naomi Folkard · Patrick Huston · Reino Unido   | Michelle Kroppen · Cedric Rieger · Alemania |
| Compuesto por equipos (23 de junio) | Natalia Avdeyeva · Anton Bulayev · Rusia | Sanne de Laat · Mike Schloesser · Países Bajos | Yeşim Bostan · Evren Çağıran · Turquía      |

## Medallero
| Núm. | País         | Oro | Plata | Bronce | Total |
| ---- | ------------ | --- | ----- | ------ | ----- |
| 1    | Italia       | 3   | 1     | 1      | 5     |
| 2    | Países Bajos | 1   | 3     | 1      | 5     |
| 3    | Reino Unido  | 1   | 1     | 0      | 2     |
| 3    | Rusia        | 1   | 1     | 0      | 2     |
| 5    | Francia      | 1   | 0     | 1      | 2     |
| 6    | Eslovenia    | 1   | 0     | 0      | 1     |
| 7    | Bielorrusia  | 0   | 1     | 0      | 1     |
| 7    | Luxemburgo   | 0   | 1     | 0      | 1     |
| 9    | Alemania     | 0   | 0     | 1      | 1     |
| 9    | Croacia      | 0   | 0     | 1      | 1     |
| 9    | Dinamarca    | 0   | 0     | 1      | 1     |
| 9    | España       | 0   | 0     | 1      | 1     |
| 9    | Turquía      | 0   | 0     | 1      | 1     |
|      | TOTAL        | 8   | 8     | 8      | 24    |